# Súðavíkurhreppur

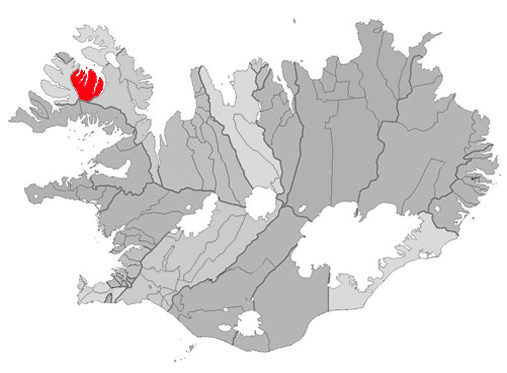

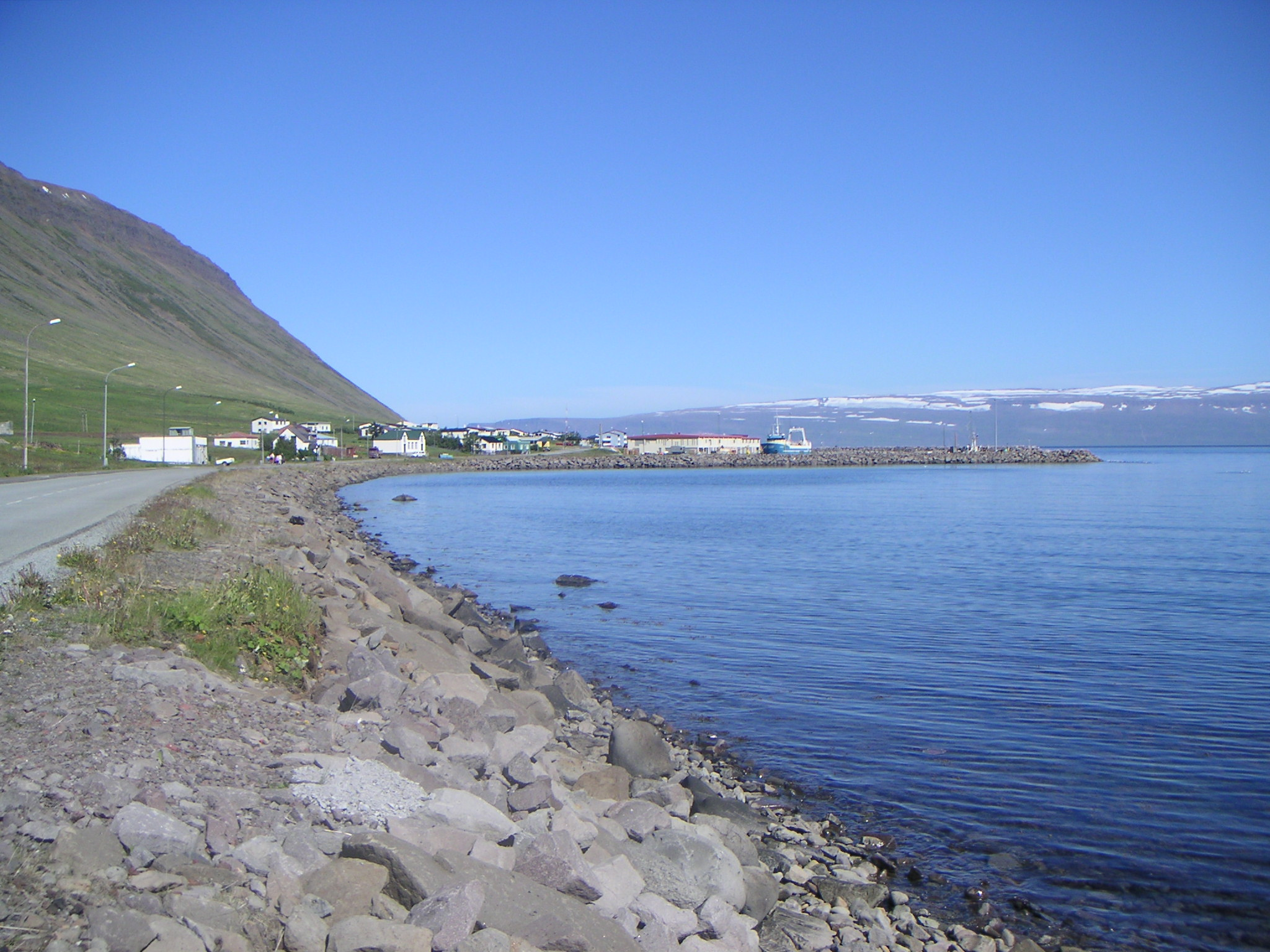
Súðavík

Súðavíkurhreppur är en kommun i regionen Västfjordarna på Island. Folkmängden är 215 (2022).